# Пересадівка
Переса́дівка — село в Україні, у Воскресенській селищній громаді Миколаївського району Миколаївської області. Населення — 3141 особу.

## Географія
Село Пересадівка розташоване за 25 км від міста обласного центру, на правому березі річки Інгул.

## Історія
Село засноване на початку XVIII століття. Станом на 1886 рік в селі Гур'ївської волості мешкало 1802 особи, налічувалось 310 подвір'їв, існувала православна церква.
У 1951 році, в ході радянсько-польського обміну ділянками територій, в село було насильно переселено мешканців сіл Вільховець, Панищів, Соколе, Соколова Воля, Стерв'яжик, Хревт, Ялове, Ясінь Дрогобицької області (нині — територія Польщі).
12 вересня 2016 року, в ході децентралізації, село увійшло до складу Воскресенської селищної громади.
19 липня 2020 року, в результаті адміністративно-територіальної реформи та ліквідації Вітовського району, село увійшло до складу новоутвореного Миколаївського району.

## Населення
За переписом УРСР 1989 року чисельність наявного населення села становила 3968 осіб, з яких 2028 чоловіків та 1940 жінок.
За переписом населення України 2001 року в селі мешкало 3128 осіб.

### Мова
Розподіл населення за рідною мовою за даними перепису 2001 року:
| Мова       | Відсоток |
| ---------- | -------- |
| українська | 94,05 %  |
| російська  | 5,48 %   |
| вірменська | 0,22 %   |
| болгарська | 0,10 %   |
| білоруська | 0,06 %   |
| молдовська | 0,06 %   |

## Постаті
- Іванцов Сергій Володимирович (1977-2014) — головний сержант 2-ї аеромобільно-десантної роти 1-го аеромобільно-десантного батальйону 79-ї окремої аеромобільної бригади Високомобільних десантних військ, старший прапорщик Збройних сил України, учасник російсько-української війни. Загинув від кулі снайпера під час корегування вогню у старому терміналі міжнародного аеропорту «Донецьк». Нагороджений орденом «За мужність» III ступеня, орденом Богдана Хмельницького III ступеня (посмертно), відзнакою «Народний Герой України» (посмертно), нагрудним знаком «За оборону Донецького аеропорту» (посмертно). На фасаді Пересадівської школи, де навчався Сергій, йому відкрито меморіальну дошку, а також у Миколаївському національному університеті імені В. О. Сухомлинського відкрито меморіальну дошку випускникам кафедри військової підготовки, серед яких Іванцов.
- Краснощоко Дмитро Іванович (2000—2022) — військовослужбовець Збройних сил України, солдат 40-ї окремої артилерійської бригади імені Великого князя Вітовта, учасник російсько-української війни. Загинув під час виконання бойового обов'язку від ворожого артилерійського обстрілу поблизу села Шестакове Харківської області. Нагороджений орденом «За мужність» III ступеня[6].
- Вовчок Дмитро Сергійович (1999—2022) — молодший сержант 36 ОБрМП, учасник російсько-української війни. Загинув після збиття вертольоту, що перевозив важкопоранених поблизу м. Маріуполя. Нагороджений орденом «За мужність» III ступеня (посмертно).
- Коршенюк Володимир Валерійович (1990—2023) — солдат гранатометного взводу механізованого батальйону. Учасник російсько-української війни. Загинув під час виконання бойового завдання в районі населеного пункту Красногорівка Донецької обласної.
- Віктор Гордієнко «Гордєй» (1988—2023) — військовослужбовець ЗСУ, учасник російсько-української війни. Загинув під час виконання бойового завдання поблизу села Дністровське Херсонської області від ворожої артилерії. За час служби Віктор був нагороджений нагрудним знаком «Знак пошани», медаллю «Учасник територіальної оборони України» та орденом «За мужність та відвагу» від Всеукраїнського об'єднання «Країна».
- Юрій Бацко (1994 – 2023) — учасник російсько-української війни. Загинув під час виконання бойових завдань пов’язаних із захистом Батьківщини в Запорізькій області.

## Галерея

Село на мапах
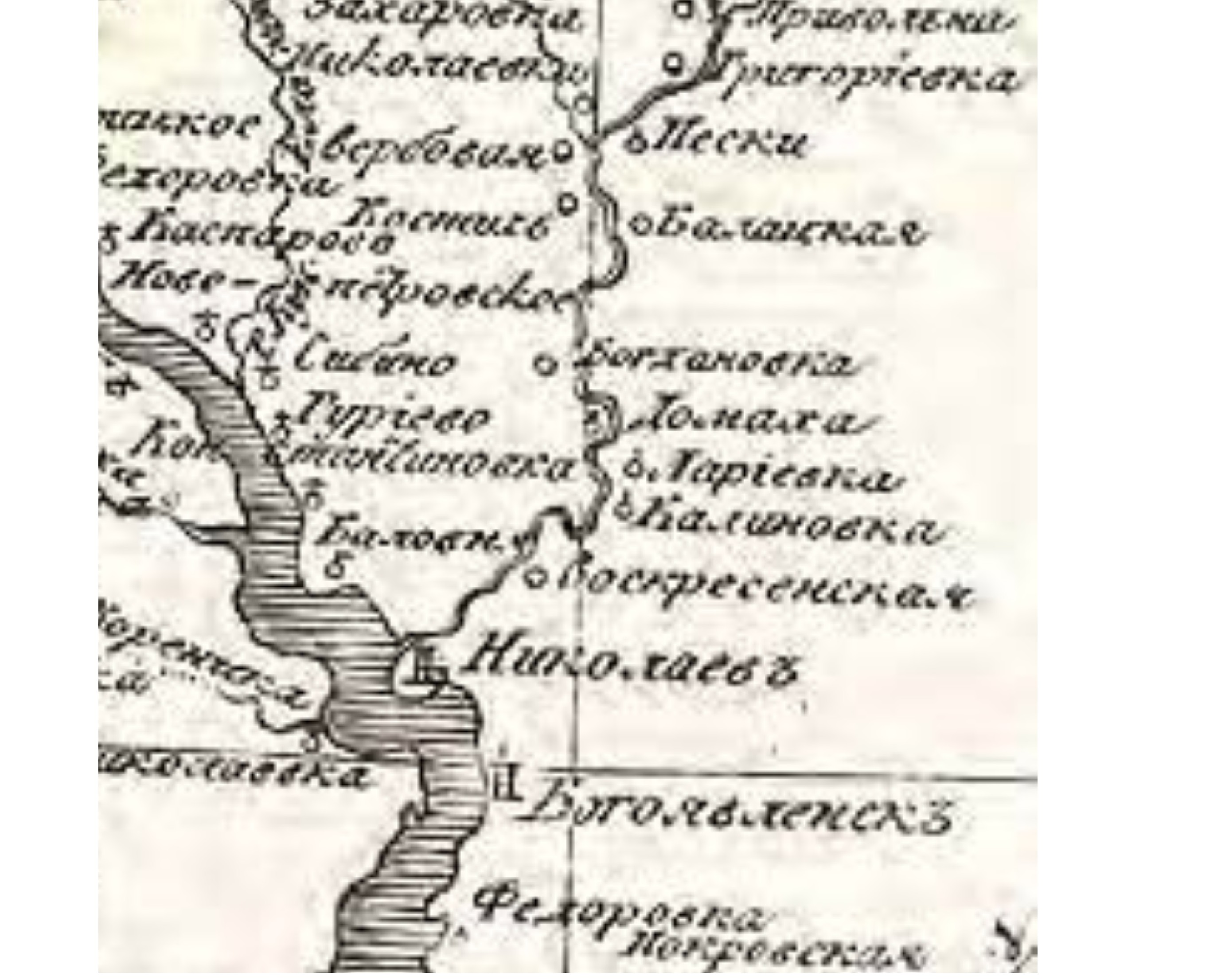
1797
1816—1817
1849
1852
1903